# Cyclopharynx
Cyclopharynx és un gènere de peixos pertanyent a la família dels cíclids que es troba a la República Democràtica del Congo.

## Taxonomia
- Cyclopharynx fwae (Poll, 1948)[1]
- Cyclopharynx schwetzi (Poll, 1948)[1]